# Ariel del Mastro
Ariel del Mastro (Buenos Aires, 30 de septiembre de 1962) es un director argentino de musicales.
Es el primer hijo de la actriz argentina Nacha Guevara (1940) y del periodista Anteo del Mastro (1922-?)
Criado en el ambiente artístico, Ariel desarrolló sus conocimientos en materia de iluminación, montaje de luces y puesta en escena de comedias musicales.
Empezó a trabajar a los 16 años durante una gira de Nacha Guevara por España cuando, ante la ausencia de un seguidor de luces, su madre lo puso a cubrir ese puesto. Ese día empezó a manejar los cañones de luz, y a los 20 años decidió quedarse en México mientras Nacha Guevara, su pareja Alberto Favero y sus hermanos Gastón y Juan Pablo se fueron a vivir a Nueva York.
Es director, iluminador, director artístico y director técnico, y ha realizado trabajos en Argentina, España, Estados Unidos, México y otros países.
Fue nombrado por la empresa estadounidense Disney como director para los shows en vivo de Disney's Violetta Live! (tour europeo y latinoamericano), High School Musical – Live on Stage, Topa y Muni, y Playhouse Disney y comenzó con los trabajos de adaptación del musical de Disney La sirenita.
En 2014 comenzó el proceso de preproducción ―como autor y director― de un show basado en el libro Pedro y el Capitán, del escritor uruguayo Mario Benedetti. 
En 2015 está realizando el proyecto de adaptación teatral de La naranja mecánica (película de Stanley Kubrick, 1971).

## Trabajos

### Director general
Fue director general de los siguientes shows en vivo:
- TINI - Tour 2022
- TINI - Quiero Volver Tour
- High School Musical – Live on Stage
- Despertar de primavera (España).
- Aladin, será genial
- Canciones a la intemperie (puesta en escena + director).
- Peter Pan, todos podemos volar (tanto en Buenos Aires como en San Pablo)
- 2007: Cabaret (Buenos Aires).
- 2007: High School Musical - Live on Stage (Madrid).
- 2008: Eva, el gran musical argentino (Argentina).[7]
- 2010: Despertar de primavera (Argentina).
- 2012:   La casa de Disney Junior, Un Gran día con Topa y Muni
- 2012: Por amor a Sandro (Argentina y Paraguay).[5]
- 2013/2014: Disney’s Violetta in Concert (tour argentino, latinoamericano y europeo).
- 2013: Tango feroz (Argentina; idea, diseño de luces, director)
- 2014: Woow! (Discovery Kids).
- 2015: Disney's Violetta Live! (tour latinoamericano y europeo).
- 2022: Tick, Tick… Boom! de Jonathan Larson
- 2023: Matilda, el musical
- 2024: Legalmente rubia (director junto con Marcelo Caballero)

## Diseñador de iluminación
Fue diseñador de iluminación de los siguientes espectáculos:
- El precio
- Peter Pan, todos podemos volar
- Aladín será genial
- Despertar de primavera
- Casi ángeles
- Víctor Victoria
- Nacha de noche
- Pinti canta las 40 en el Maipo
- Gasalla y Perciavalle van a Broadway
- Sesenta años no es nada
- Liza
- Variaciones enigmáticas
- Tanguera
- El violinista sobre el tejado
- Resiste Rosetto
- Jazz, swing, tap
- Favio Posca
- Aplausos
- Cabaret
- La revista nacional
- Lagarto blanco, de Favio Posca
- Los productores
- Ella en mi cabeza
- El Zorro
- Nativo
- Alita de Posca
- Priscilla, la reina del desierto
- La bella y la bestia (Argentina, Brasil, México y España).
- Los miserables (Argentina y Brasil).
- El beso de la mujer araña (Argentina y Brasil).
- Stravaganza tango
- Víctor Victoria (Madrid).
- Gaudí (España).
- Venecia (España).
- Exiliados (heridos de amor)
- Canciones a la intemperie (puesta en escena, director).
- ¡Nada es imposible! (diseño de luces).
- La casa de Disney Junior, un gran día con Topa y Muni (libro, director general).
- Por amor a Sandro (diseño de luces, director general).
- La casa de Disney Junior con Topa y Muni (libro, director general).
- Concierto amoroso (diseño de luces).
- Swing Time (diseño de luces).
- EVA - El gran musical Argentino (diseño de luces, director artístico).
- Cabaret (Puesta en escena, director general).
- Cipe dice Brecht, 1956-2006 (diseño de luces).
- Nuevas directivas para tiempos de paz (iluminador).
- Lagarto blanco
- El pelele
- 2013: Tango feroz (Argentina; idea, diseño de luces, director)
- 2015: Los amados: mundo amado

## Premios y distinciones
| Premios Hugo al Teatro Musical | Premios Hugo al Teatro Musical      | Premios Hugo al Teatro Musical   | Premios Hugo al Teatro Musical | Premios Hugo al Teatro Musical |
| Año                            | Categoría                           | Trabajo Nominado                 | Resultado                      | Ref.                           |
| ------------------------------ | ----------------------------------- | -------------------------------- | ------------------------------ | ------------------------------ |
| 2010                           | Mejor dirección general             | Despertar de Primavera           | Ganador                        | [ 8 ]                          |
| 2010                           | Mejor Diseño de Luces Original      | Despertar de Primavera           | Ganador                        | [ 8 ]                          |
| 2012                           | Mejor dirección general             | Por Amor a Sandro                | Nominado                       | [ 9 ]                          |
| 2012                           | Mejor Diseño de Luces Original      | Por Amor a Sandro                | Ganador                        | [ 10 ]                         |
| 2013                           | Mejor dirección general             | Tango feroz                      | Nominado                       | [ 11 ]                         |
| 2013                           | Mejor Diseño de Luces Original      | Tango feroz                      | Nominado                       | [ 11 ]                         |
| 2014                           | Mejor Diseño de Luces Original      | Priscilla, la Reina del Desierto | Nominado                       | [ 12 ]                         |
| 2016                           | Mejor dirección en Musical Infantil | Peter Pan                        | Nominado                       | [ 13 ]                         |
| 2016                           | Mejor Diseño de Luces Original      | Franciscus, una razón para vivir | Nominado                       | [ 13 ]                         |

Otros Premios
- 10 Premios ACE
- 2 Premios María Guerrero
- 2 Premios Trinidad Guevara
- 1 Premio Gran Vía (España).
- 2011: premio Konex (Diploma al Mérito - Iluminación)[14]

## Vida privada
Tiene una hija llamada Macarena, una nieta llamada Almendra, y dos hijos llamados Anteo y León. Esta en pareja con Paola Daniela Rusconi (1974-).